# Velszk
Velszk (oroszul: Вельск) város Oroszország Arhangelszki területén, a Velszki járás székhelye.
Lakossága: 23 885 fő (a 2010. évi népszámláláskor).

## Fekvése
Az Arhangelszki terület déli részén, Arhangelszktől 545 km-re, a Vaga bal partján, a Vel torkolatánál fekszik. Vasútállomás a Konosa–Kotlasz fővonalon. A város mentén halad a Vologda–Bereznyik–Arhangelszk (M-8 jelű „Holmogori”) autóút. A 22 km hosszú elkerülőutat 2012 őszén adták át a forgalomnak.

## Története
Írott forrás először az 1137. évvel kapcsolatban említi. Lakossága a 16. századtól a gyanta gyűjtésével és feldolgozásával, kátrány és terpentin előállítással, illetve ezek kereskedelmével foglalkozott. A település a Moszkva és az északi vidékeket összekötő forgalmas útvonalon feküdt. 1613-ban lengyel csapatok elfoglalták és feldúlták.
1780-ban város és ujezd székhelye lett. A 19. század végén a városka kérvényt nyújtott be egy errefelé, „a len- és kátránytermelés központjába” vezető vasúti szárnyvonal megépítésére (ami akkor nem valósult meg). 
1937 óta a Velszki járás székhelye. A Konosa–Kotlasz vasútvonal építkezéséhez Velszkben is Gulag-lágert hoztak létre, mely 1940. szeptembertől 1946. szeptemberig állt fenn.
Repülőterét 1990-ig rendszeres légijáratok kötötték össze Arhangelszk, Vologda, Murmanszk repülőtereivel. A század eleje óta a légiforgalom szünetel. 2005-ben készült el a vasútállomás új, emeletes épülete.